# Hohenbergia negrilensis
Hohenbergia negrilensis là một loài thực vật có hoa trong họ Bromeliaceae. Loài này được Britton ex L.B.Sm. mô tả khoa học đầu tiên năm 1935.